# Telamonia prima
Telamonia prima är en spindelart som beskrevs av Maciej Próchniewicz 1990. Telamonia prima ingår i släktet Telamonia och familjen hoppspindlar. Inga underarter finns listade i Catalogue of Life.